# Maud Jacobs
Maud Jacobs, también conocida como Mrs. J. O. Anderson, fue una tenista argentina considerada en diversos momentos entre 1906 y 1917, cuando todavía no existía la clasificación oficial que recién sería instaurada en 1929, como la mejor de su país. Alternó en esos años el primer lugar con Florence Sissy Fraser y Dorothy Boadle.
Fue campeona en individuales del Campeonato del Río de la Plata de 1907, tras derrotar en la final a Florence Fraser por 7-5 y 6-1.
Asimismo, fue subcampeona del mismo torneo en tres oportunidades:
- En 1905 perdió la final ante Miss Chawner por 6-4, 4-6 y 6-3.[2]
- En 1908 perdió la final ante Dorothy Boadle por 7-5 y 6-1.[2]
- En 1909 perdió la final ante Dorothy Boadle por 6-1 y 6-4.[2]